# Patrícia Mamona
Patrícia Mamona (født 21. november 1988) er en portugisisk atlet, der konkurrerer i trespring. 
Mamona viste lovende takter som ganske ung i både længdespring og trespring, men det blev trespring, hun kom til at koncentrere sig om. Hendes første store resultat var en sølvmedalje ved Universiaden i 2011, hvorpå hun vandt sølv ved EM i 2012. Ved OL 2012 i London blev hun elimineret i kvalifikationen og endte på en trettendeplads.
Ved EM 2016 opnåede hun sit hidtil bedste resultat, da hun vandt guld med et spring på 14,58 m. Ved OL samme år blev hun nummer seks, og ved indendørs-EM 2017 vandt hun sølv, hvilket hun forbedrede til guldmedalje i 2021.
Ved OL 2020 i Tokyo (afholdt i 2021) var venezuelaneren Yulimar Rojas den helt store favorit, som ikke havde været besejret siden 2019 og var regerende verdensmester både indendørs og udendørs. Rojas lagde sig da også i spidsen med 15,41 m, mens Mamona sprang 14,91 m som næstbedste. Begge disse atleter forbedrede sig senere i konkurrencen, men Rojas sikrede sig guldet med et spring på 15,67 m, hvilket var en forbedring af den 26 år gamle verdensrekord med 17 cm. Mamonas bedste spring blev på 15,01, ny portugisisk rekord og nok til sølvmedaljen, mens spanske Ana Peleteiro med 14,87 m fik bronze.